# Verdaches
Verdaches település Franciaországban, Alpes-de-Haute-Provence megyében. Lakosainak száma 60 fő (2022. január 1.). Verdaches Auzet, Barles, Beaujeu, La Javie, Seyne és Le Vernet községekkel határos.

## Népesség
A település népessége az elmúlt években az alábbi módon változott:
| Lakosok száma | 95   | 72   | 61   | 63   | 61   | 63   | 59   | 61   | 62   | 60   |
|               | 1968 | 1982 | 1990 | 2006 | 2013 | 2015 | 2017 | 2019 | 2020 | 2022 |